# Амурська Соціалістична Радянська Республіка
Амурська Радянська Соціалістична Республіка (також Амурська Трудова Соціалістична Республіка, або Амурська Соціалістична Федеративна Республіка) 

(10 квітня — 18 вересня 1918) — територіальне утворення, проголошене на території Амурської області в 1918 році, формально у складі Російської Соціалістичної Федеративної Радянської Республіки. 

Столицею було місто Благовєщенськ.

## Утворення
З початком громадянської війни в Благовєщенську розгорілася широкомасштабна боротьба за владу між Благовіщенською радою, міською думою і обласною земською управою.
26 січня 1918 Благовіщенська Рада робітничих і солдатських депутатів оголосила про взяття влади в місті в свої руки, а вже 25 лютого 1918 року в Благовіщенську відбувся 4-й обласний з'їзд селянських делегатів. 
Благовєщенська Рада оголосила про перехід влади в Амурській області до Рад. 
Ліквідовувалися земства і міське самоврядування. 

6 — 13 березня 1918 року земська управа та крайовий козацький уряд організували повстання проти радянської влади на чолі з отаманом Гамовим, але були жорстоко придушені, що забезпечило відновлення влади рад.
10 квітня 1918 року на 5-му селянському з'їзді було прийнято постанову про організацію Амурської Трудової Соціалістичної Республіки — складової частини Російської Соціалістичної Федеративної Радянської Республіки. 

## Уряд та очільники
Для самоврядування було обрано виконком із 30 осіб, головою виконкому став Федір Мухін.
Для підприємств створювалися фабричні бригади. 
На загальних міських зборах представників таких колективів створювався міський комітет, а в обласному масштабі самоврядування перебувало в руках Ради народного господарства. 
Головою Ради народного господарства обрано Михайла Дельвіга. 

Також в республіці були створені революційний військовий штаб, контрольна комісія, комісія по боротьбі з контрреволюцією, революційний трибунал.

## Ліквідація
Протягом усього існування республіки залишки антибільшовицьких сил продовжували боротьбу проти радянської влади з території Китаю. 

У зв'язку з поваленням радянської влади у Владивостоці 29 червня виник Уссурійський фронт, і республіка була змушена перекинути туди військові частини, що значно послабило її військову силу. 

У серпні в республіці активізувалася антирадянська діяльність. 
Почалися повстання козаків і селян приамурських сіл. 
18 вересня 1918 року війська інтервентів і білогвардійські формування вторглися в Благовєщенськ і на територію області. 
Радянські загони відступили в північні райони Амурської області і продовжували чинити опір. 
Амурська Трудова Соціалістична Республіка припинила своє існування. 